# Malmöns socken
Malmöns socken i Bohuslän ingick i Sotenäs härad, ingår sedan 1974 i Sotenäs kommun och motsvarar från 2016 Malmöns distrikt.
Socknens areal är 5,62 kvadratkilometer, varav land 5,56.  År 2000 fanns här 301 invånare. Ön och kyrkbyn Malmön med sockenkyrkan Malmöns kyrka ligger i socknen. 

## Administrativ historik
Malmöns församling (kapellförsamling) och Malmöns landskommun bildades 1909 genom utbrytning ur Askums församling och Askums landskommun. Malmön blev samtidigt egen jordebokssocken men senast 1940 infogades socknen i Askums jordregistersocken.
Landskommunen inkorporerades 1952 i Södra Sotenäs landskommun som 1974 uppgick i Sotenäs kommun. Församlingen uppgick 2010 i Södra Sotenäs församling.
1 januari 2016 inrättades distriktet Malmön, med samma omfattning som församlingen hade 1999/2000.
Socknen har tillhört län, fögderier, tingslag och domsagor enligt vad som beskrivs i artikeln Sotenäs härad.

## Geografi
Malmöns socken omfattar Malmön och kringliggande holmar väster om Sotenäset i Skagerack. Socknen är en bergig och skoglös kustbygd.

## Fornlämningar
Från bronsåldern finns flera gravrösen.

## Befolkningsutveckling
När socknen var nybildad 1910 uppgick befolkningen till 1593 varefter den minskade till 331 1990.

## Namnet
Namnet skrevs 1573 Malmöö. Namnet innehåller malm, troligen syftande på den karaktäristiska graniten. I norska kyrkodokoment från Nidaros finns en referens till Malmön, som då skrevs "Malmoey". Namnet kan också härledas från grus, sand. Då syftande på sandstränder och sandbottnar på och kring ön. Skriften är från maj 1307.[källa behövs]